# Ле-Гран-Мадьё
Ле-Гран-Мадьё (фр. Le Grand-Madieu) — коммуна во Франции, находится в регионе Пуату — Шаранта. Департамент — Шаранта. Входит в состав кантона Сен-Кло. Округ коммуны — Конфолан.
Код INSEE коммуны — 16157.
Коммуна расположена приблизительно в 360 км к юго-западу от Парижа, в 75 км южнее Пуатье, в 40 км к северо-востоку от Ангулема.

## Население
Население коммуны на 2008 год составляло 168 человек.
| 1962 | 1968 | 1975 | 1982 | 1990 | 1999 | 2008 |
| ---- | ---- | ---- | ---- | ---- | ---- | ---- |
| 160  | 205  | 208  | 188  | 170  | 149  | 168  |

## Администрация
| Период | Период | Фамилия        | Партия | Примечания                       |
| ------ | ------ | -------------- | ------ | -------------------------------- |
| 1987   | 2001   | Реймон Дюпра   |        |                                  |
| 2001   | 2008   | Мишель Нобль   |        | вице-президент сообщества коммун |
| 2008   | 2014   | Жан-Пьер Матья |        |                                  |

## Экономика
В 2007 году среди 107 человек в трудоспособном возрасте (15—64 лет) 70 были экономически активными, 37 — неактивными (показатель активности — 65,4 %, в 1999 году было 63,6 %). Из 70 активных работали 68 человек (39 мужчин и 29 женщин), безработных было 2 (2 мужчины и 0 женщин). Среди 37 неактивных 7 человек были учениками или студентами, 18 — пенсионерами, 12 были неактивными по другим причинам.

## Достопримечательности
- Церковь Св. Иоанна Крестителя (XII век). Исторический памятник с 1973 года[3]
- Железнодорожный виадук Соннет (1902—1905 года). Длина — 195,50 м, высота — 26,30 м, 11 арок. Исторический памятник с 2004 года[4]

## Фотогалерея
- Ле-Гран-Мадьё
- Церковь Св. Иоанна Крестителя
- Интерьер церкви Св. Иоанна Крестителя
- Железнодорожный виадук Соннет